# 廢棄物管理

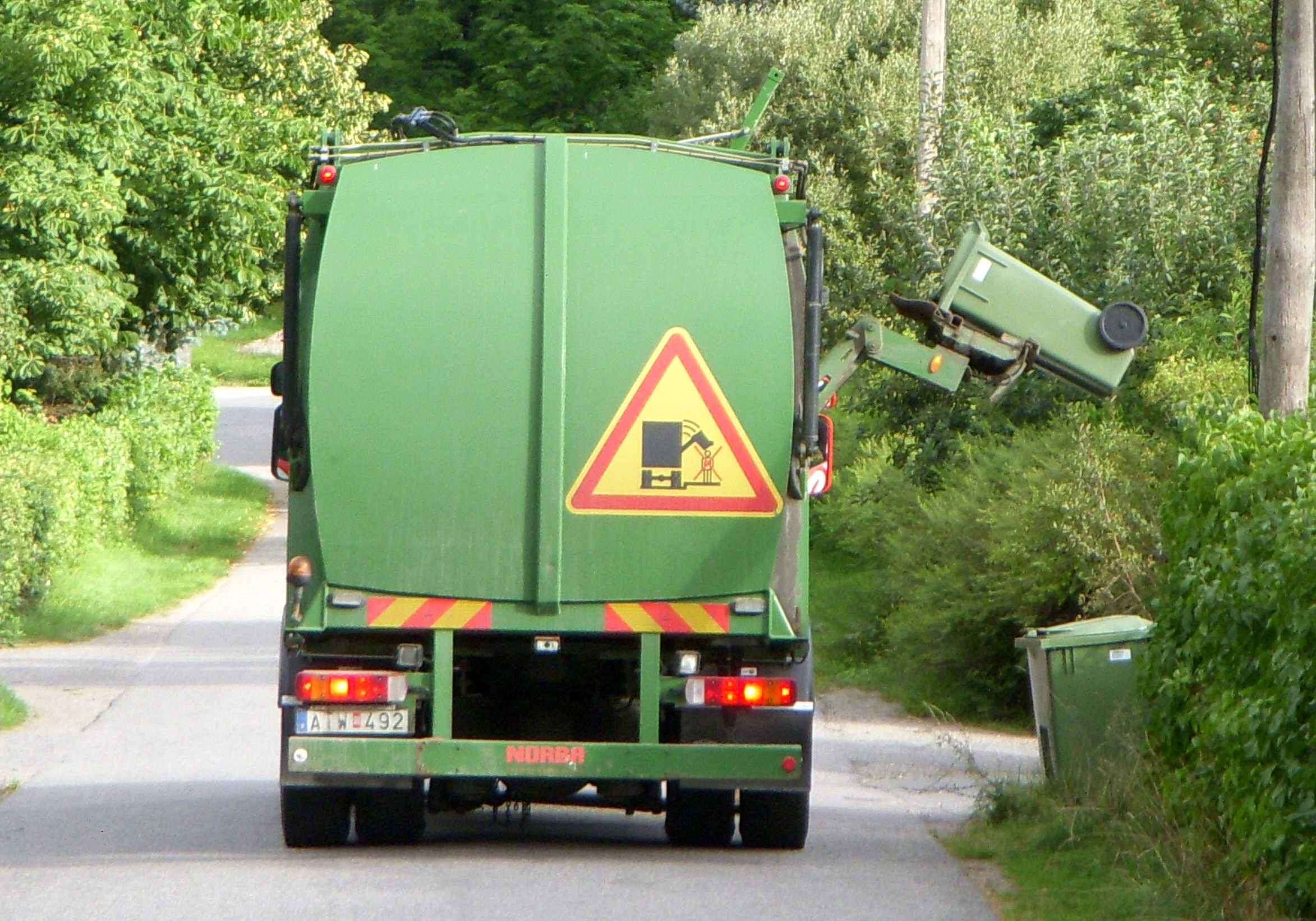
位於瑞典斯德哥爾摩的機械化垃圾車，可透過車上裝置把路邊的垃圾箱內容物自動裝載到車上。

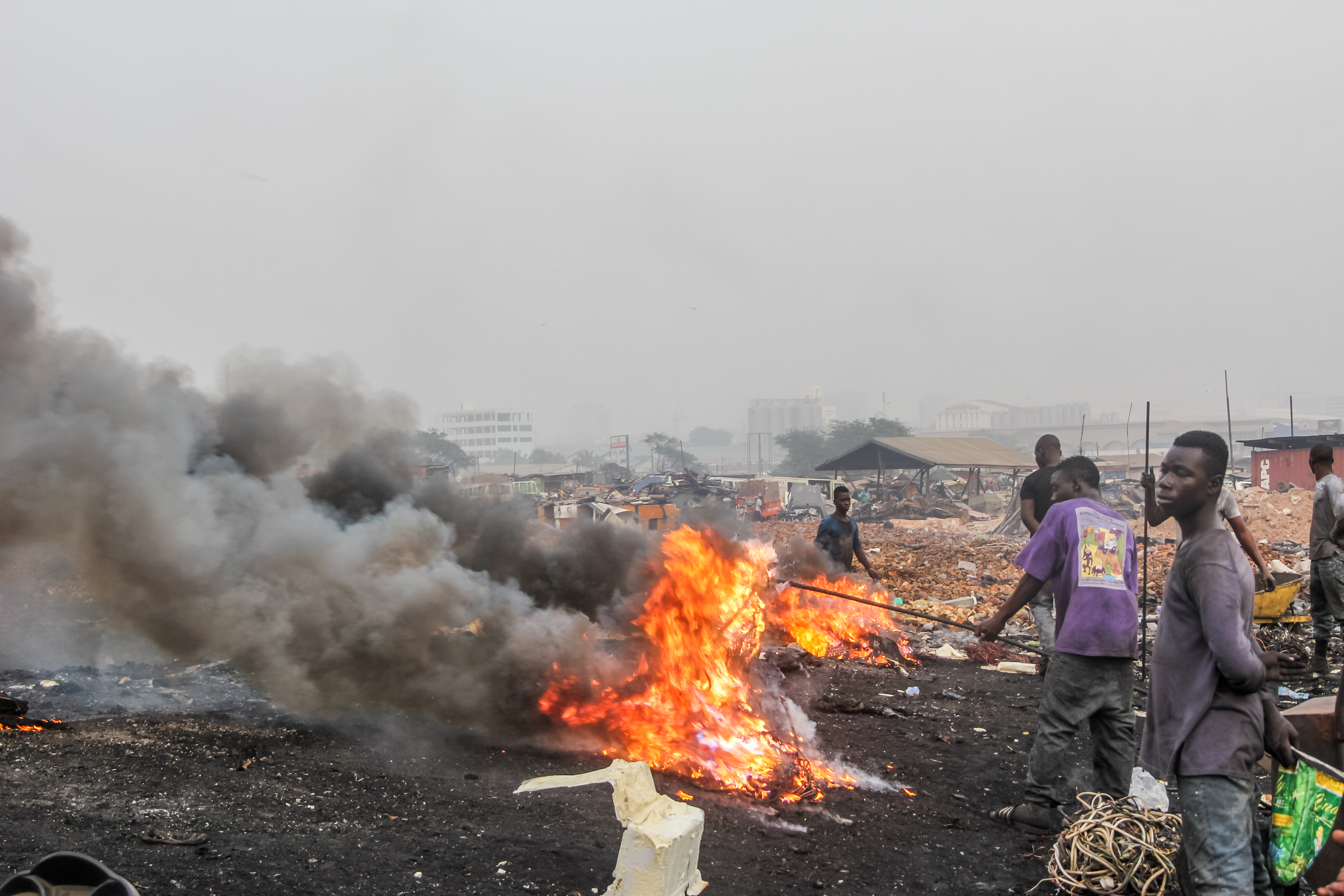
位於迦納阿格博格布洛謝電子垃圾場的拾荒者，以燃燒方式回收垃圾中的金屬。除拾荒者本身，附近的社區也會受到有毒煙霧之害。

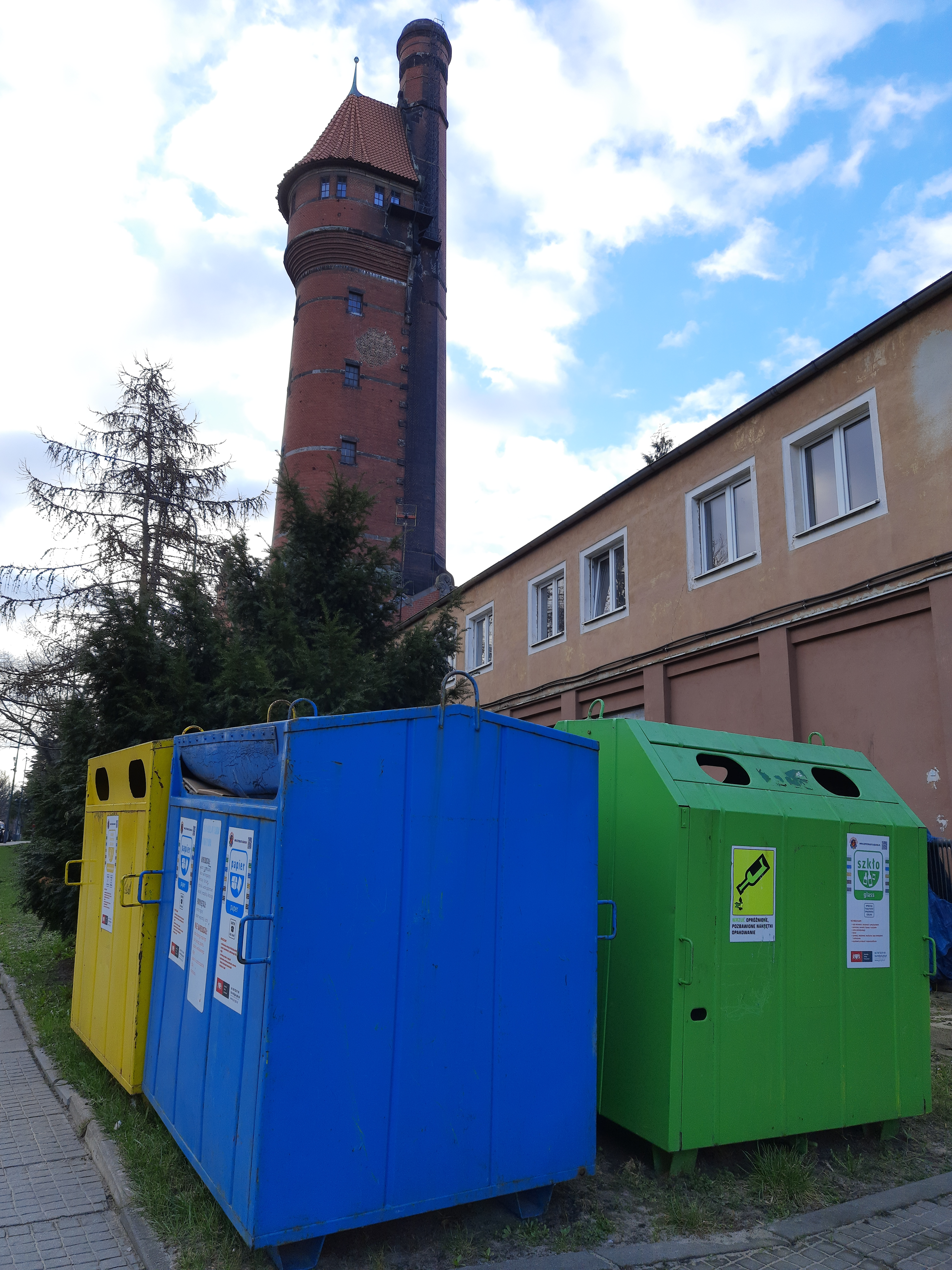
位於格但斯克理工大學內收集生活垃圾的垃圾箱。

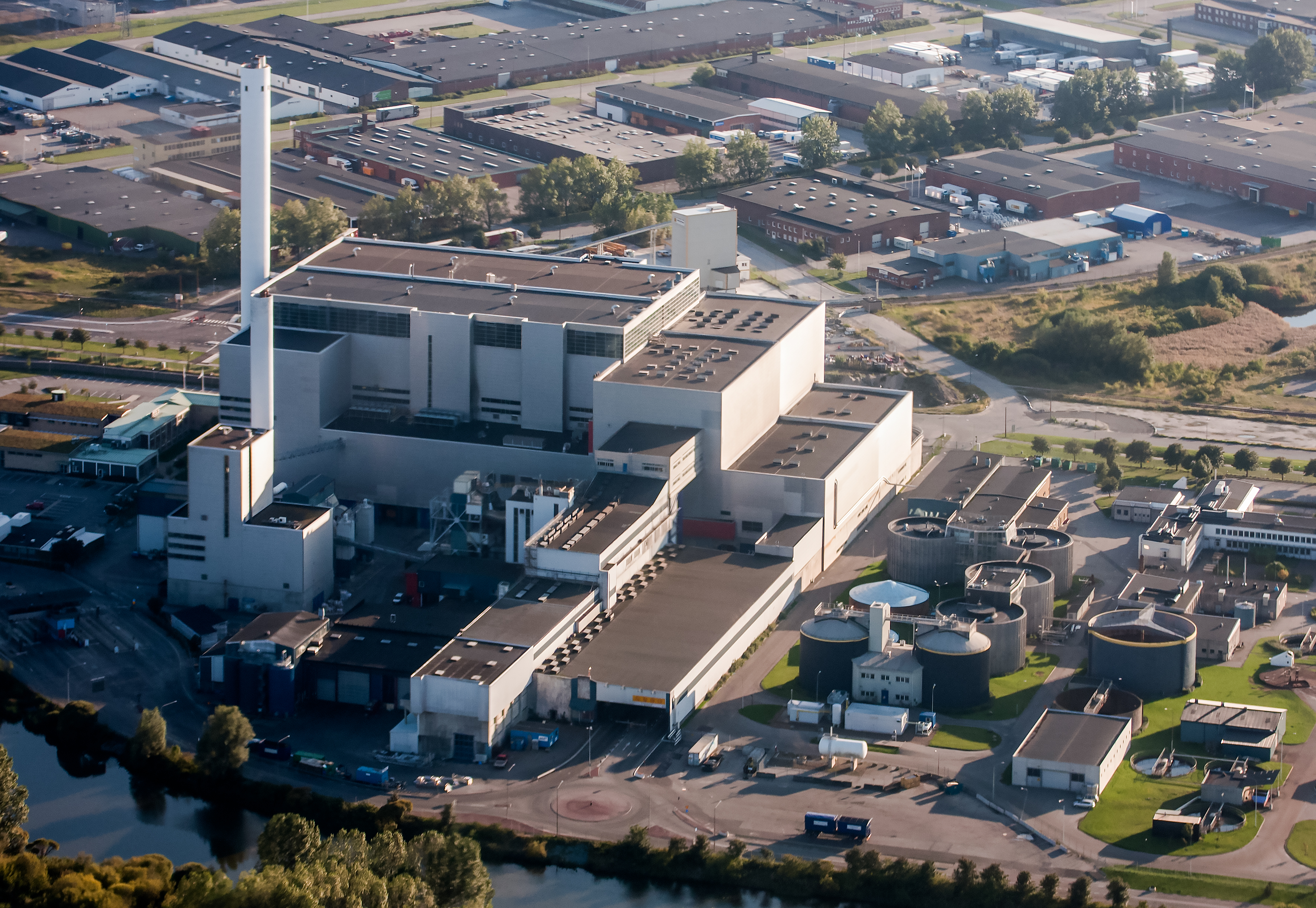
一座從事回收及廢棄物轉製能源廠。

廢棄物管理（英語：Waste management），也可称廢棄物處置（英語：waste disposal），談的是管理廢棄物（於本文中與垃圾同義）的做法，從收集開始到最終處置的所有過程和行動均包括在內。 包含收集、運輸、處理和處置，也包含管理過程和相關的法律、技術、經濟機制，以及監測和監管。
廢棄物（垃圾）會以固體、液體或氣體的形式存在，每種都有不同的處置和管理方式。管理對象包括所有類型的垃圾，如工業、生物、家庭、市政、有機、生物醫學，甚至是放射性廢棄物。在某些情況下，這些垃圾會對人類健康構成威脅。 整個管理過程都牽涉到健康問題。這類問題會以間接或直接的形式出現：處理固體垃圾時直接受其影響，或是攝入與其接觸過的水、土壤和食物而間接受其影響。人類活動（例如對原材料的提煉和加工）會產生垃圾。管理的目的在降低其對人類健康、生態環境、地球資源和美學的不利影響。
管理的對象在很大部分是針對由工業、商業和家庭活動產生的城市固體垃圾。
不同國家（已開發國家和開發中國家）的做法並不一致、不同地區（城市和農村地區）以及住宅區和工業區也會採取不同的做法。
妥善管理垃圾對建設可持續和宜居的城市很重要，但對許多開發中國家和城市而言，仍是一種挑戰。有份報告中表示有效的垃圾管理相對昂貴，通常可佔市政預算的20%–50%。運作這項基本的市政服務需要高效、可持續和社會支持的綜合系統。大部分垃圾管理是處理城市固體廢棄物 (MSW) - 這些多數是由家庭、工業和商業活動產生。根據聯合國所屬的跨政府組織政府間氣候變化專門委員會 (IPCC) 的數據，預計全球到2050年城市的固體垃圾將達到約34億公噸，但透過政策和立法可減少各地的垃圾數量。管理措施包括有循環經濟的綜合技術經濟機制、有效的處置設施、進出口管制和對產品的適當永續設計。
對全球垃圾、其管理及其對人類健康和生活的影響的首度採科學證據的系統性回顧，結論是大約4分之1的城市陸上固體垃圾未被收集，另外4分之1在收集後處置不當（通常利用未受控制的明火燃燒），前兩者的加總是每年接近10億噸。研究還發現，每個優先的大項領域都缺乏“高品質研究基礎”，部分原因是缺乏“大筆研究經費”，對鼓勵有心研究的科學家而言，經費非常重要。 電子垃圾（e-waste）包括廢棄的電腦顯示器、主板、手機和充電器、雷射唱片（CD）、耳機、電視機、空調設備和冰箱。根據聯合國訓練與研究機構（Unitar）發表的2017年全球電子垃圾監測報告，印度每年產生約200萬噸電子垃圾，在全球電子垃圾生產國中排名第5，僅次於美國、中國、日本和德國。

## 垃圾管理原則

垃圾管理分層圖表。

### 垃圾管理層級
垃圾管理分層指的是“3R”減少（Reduce）、再利用（Reuse）和回收（Recycle），根據垃圾最小化的策略需求而分類。此管理分層是大多數垃圾最小化策略的基石。設立分層的目的是從產品中取得最大利益，且產生最少垃圾（參見資源回收。垃圾等級以金字塔形式呈現，基本前提是促進防止產生垃圾的政策。下一步或首選的做法是為已產生的垃圾尋求替代用途（即再利用）。接下來是回收，包括堆肥。此步驟之後是材料回收和廢棄物轉製能源。最後一步是運到垃圾掩埋場棄置，或是焚化（並未做能源回收），這一步是處理未被阻止、轉移或回收的最終手段。垃圾管理分層代表產品或材料在金字塔內不同階段。每個分層代表每個產品生命週期的後期部分。

### 產品生命週期
週期始於設計，接著是製造、分銷和主要使用階段，再依據垃圾管理層級中的減少、再利用和回收階段。週期中每階段都存在干預的機會：重新考慮是否需要這類產品、重新設計、在最大限度減少浪費的可能性，並擴大產品的用途。（參見循環經濟）產品生命週期評估是種可避免不必要垃圾產生，對有限資源做優化利用的方法。

### 資源效率
透過資源效率分析，可認知世界在當前的生產和消費模式下（開採過多的資源，超過地球能持續供給的能力），經濟增長和發展將無以為繼。所謂資源效率是指減少商品的生產和消費（從開採原材料到產品使用）對環境的影響。

### 污染者付費原則
污染者付費原則要求污染者為所產生的環境影響付費。關於廢棄物管理，通常指要求垃圾產生者支付費用，作為處理不可回收材料的費用。

## 歷史
在人類史上大部分的時間，由於人口密度低和少做自然資源開發，產生的垃圾數量微不足道。現代時期之前的常見人類垃圾，主要是灰燼和可生物降解垃圾，會迅速釋回大地，對環境的影響很小。用木頭或金屬製成的工具通常會被重複使用，或是代代相傳。
有些文明會比其他文明產生更多的垃圾。在中美洲的瑪雅人每月都會舉行固定的儀式，村人聚在一起，聚集大堆垃圾焚燒。

### 現代

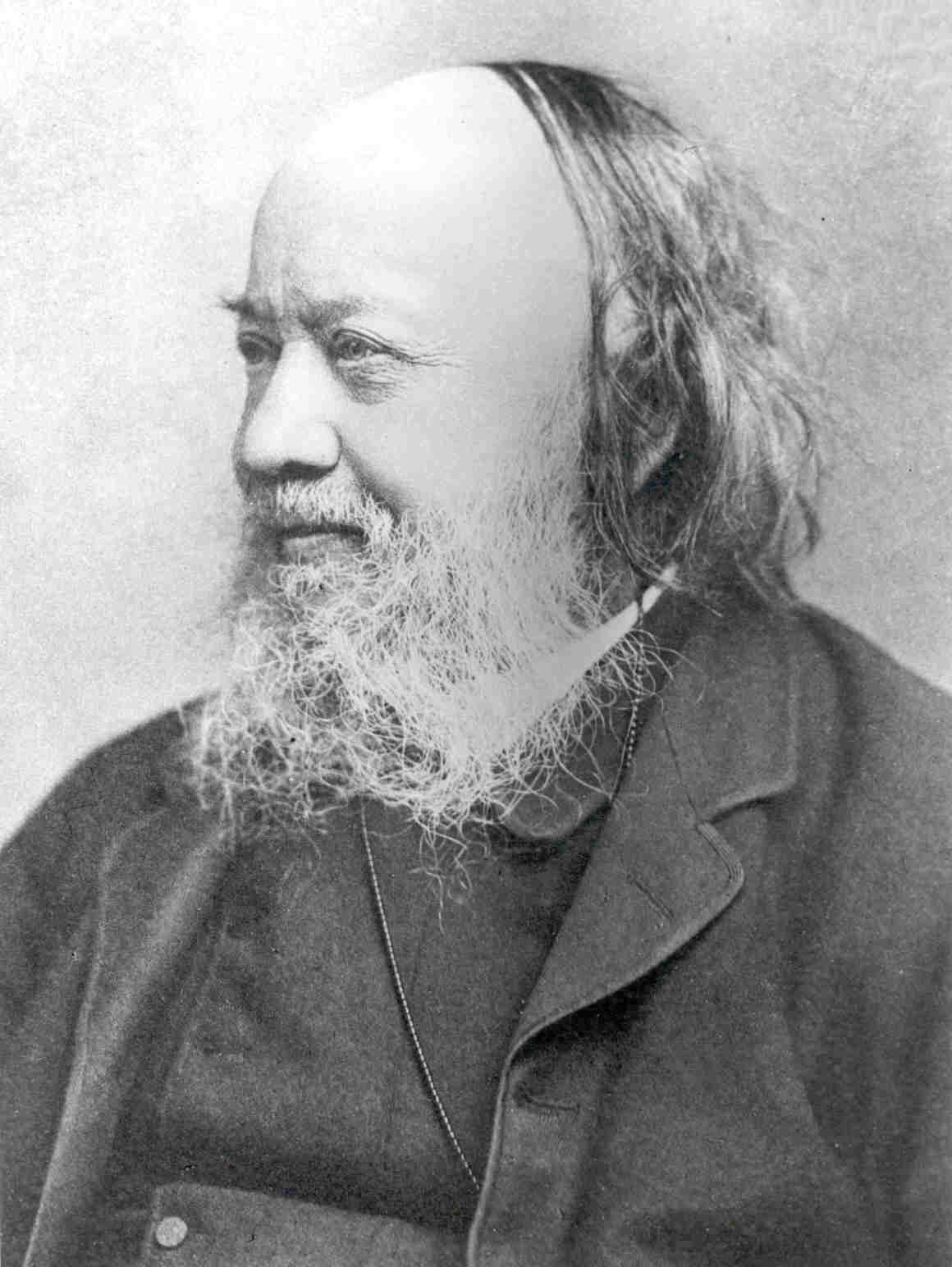
愛德溫·查德威克於1842年發表名為《勞動人口的衛生條件》的報告，對於英國通過首部垃圾清理及處置的法案有甚大影響。

隨著第一次工業革命開始和英格蘭大型城市持續增長，城市中垃圾堆積，導致衛生水準和生活總體品質迅速惡化。由於當時缺乏垃圾清理規定，街道上到處都是污物。早在1751年，就有人呼籲建立具有垃圾清除權的市政機構，居住在倫敦的科爾賓·莫里斯 Corbyn Morris)（官員及經濟學者）提出“......這個城市，應有統一的公共管理，所有的垃圾都應......由泰晤士河輸送到適當的距離之外棄置。”
但直到19世紀中葉，由於日益嚴重的霍亂爆發和受公共衛生辯論的刺激，首部關於這類問題的立法才出現。改革運動者愛德溫·查德威克於1842年發表名為《勞動人口的衛生條件》報告，對此一新焦點具有重大影響，他在報告中主張充分的垃圾清除和管理設施，對於改善城市中勞動人口的健康和福祉非常重要。
英國於1846年通過的《消除公害和疾病預防法（Nuisance Removal and Disease Prevention Act of 1846）》開始穩步在倫敦提供受監管的垃圾管理措施。大都會工程委員會是倫敦首個為此快速擴張城市中做集中衛生監管的機構，1875年公共衛生法案規定定每個家庭必須將每週的垃圾存放在“可移動容器”中以便處理，這是首個垃圾桶的概念。

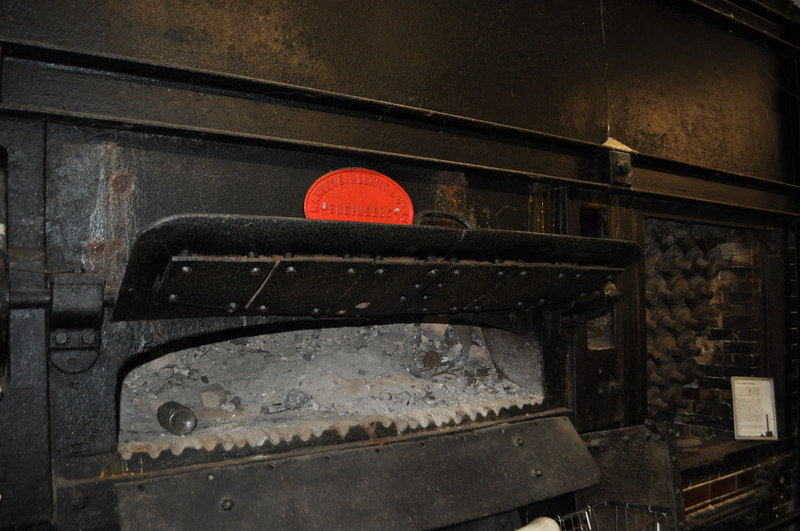
由Manlove, Alliott公司興建，名為“破壞者（destructors）”的焚化爐。

由於需處理的垃圾急劇增加，而導致首批垃圾焚燒廠的建立，當時稱其為“破壞者（destructors）”。 首座焚化爐於1874年由Manlove, Alliott公司在諾丁漢興建，設計者為Alfred Fryer。但因焚化產生的大量灰燼飄到鄰近地區，而遭到抵制。
20世紀之交，歐洲和北美洲的大城市中也建立類似的市政垃圾處理系統。紐約市於1895年成為美國第一個擁有公共垃圾管理部門的城市。
早期的垃圾車是敞篷自卸車，由馬匹拉曳。機械化垃圾車在20世紀初期出現，英國在1920年代推出首批封閉式，可消除異味的機器自卸垃圾車。這些垃圾車很快就配備“機械料斗”，先把垃圾置入鏟斗，再透過機械把垃圾提升及倒進車身中。於1938年推出的Garwood Load Packer是首部裝有液壓壓實機的垃圾車。

## 垃圾處理與運輸

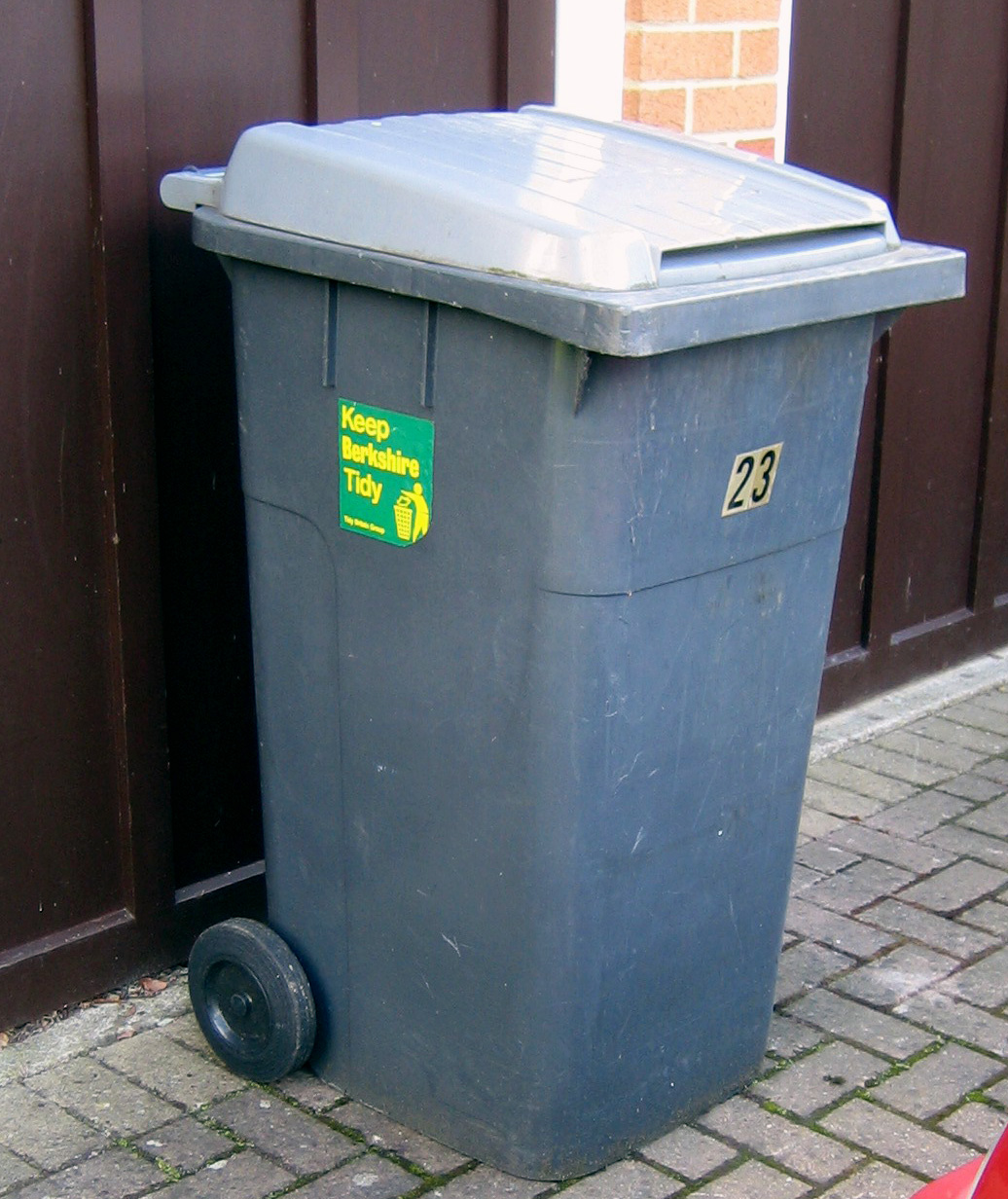
位於英國伯克郡，以塑料射出成型製作，裝有小輪的垃圾桶。

不同國家和地區的垃圾收集方法差異很大。生活垃圾收集通常由地方政府處理，或由私營公司處理工業和商業垃圾。有些地區，尤其是在低度開發國家，並無正規的垃圾收集系統。

### 垃圾處理規範
在大多數歐洲國家、加拿大、紐西蘭、美國和其他已開發國家，常見的是路邊收集 - 垃圾由專門的卡車定期在路邊收集，通常也在路邊做分類。農村地區的垃圾可能需要先送到轉運站。收集的垃圾隨後被運送到適當的處置場所。在一些地區會使用真空收集方式，垃圾從家庭或商業場所經由小孔徑管道以真空方式送到處置場所。歐洲和北美有這類系統。
在有些司法管轄區，未作分類的垃圾在路邊或是垃圾轉運站收集，之後再分為可回收和不可回收兩種。此種做法能分揀出大量固體垃圾和可回收物，並將有機部分轉化為沼氣和土壤改良劑。舊金山在2002年立下目標，當地政府制定強制回收和堆肥條例（Mandatory Recycling and Composting Ordinance），要求城市居民不可把可回收和可堆肥的垃圾送入掩埋場，以支持城市達到“2020年零廢棄”的目標。三種垃圾由路邊的“Fantastic 3”垃圾箱收集 - 藍色用於可回收垃圾，綠色用於堆肥，黑色用於送進掩埋場 - 交由居民和企業使用，由舊金山唯一的垃圾處理商Recology提供服務。該市的“按量計費”系統根據送往垃圾掩埋場的數量收費，等於為可回收和可做堆肥垃圾作分揀的行為提供經濟激勵。該市環境部的零廢棄計劃讓當地實現80%的分揀率，在北美洲排名第一。垃圾管理公司如Waste Industries等企業使用好幾種顏色的垃圾桶和回收桶作分別。此外，在世界某些地區，由於缺乏官方制定衡量環境可持續性的基準，導致當地處置固體垃圾的做法造成環境壓力。

### 垃圾分類

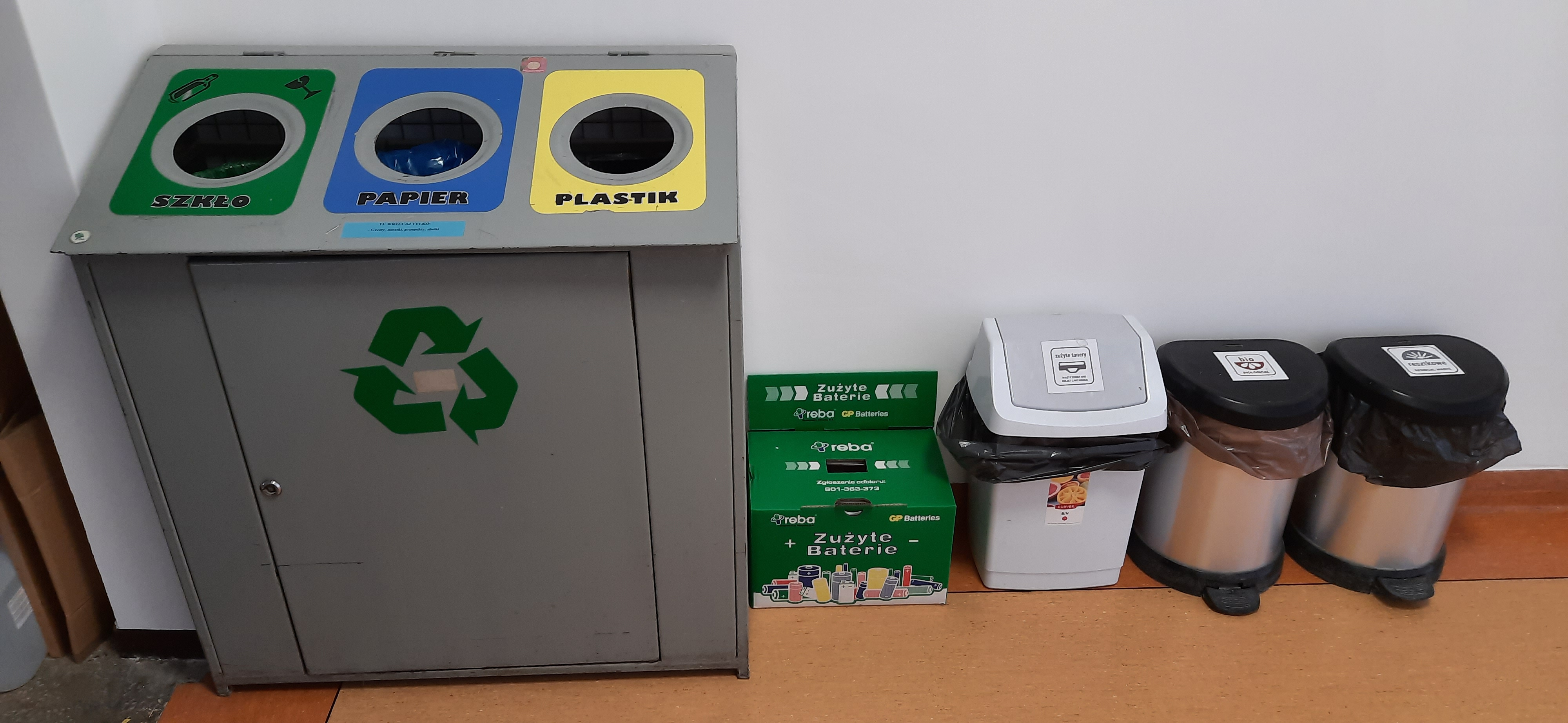
格但斯克理工大學內的垃圾回收點。

此處談的是把乾濕垃圾分類。目的是方便回收乾垃圾，並把濕垃圾作堆肥用。垃圾經分類後，送入掩埋場的數量會大幅減少，可降低空氣和水污染的水準。重要的是分類應根據垃圾類型和最適當的處理和處置方式進行，然後採不同的方式 - 如堆肥、回收和焚化來處理。在社區內實行垃圾管理和分類很重要。執行的方法之一是確保要有此類意識，並讓社區充分了解分類的過程。 
事前分類通常具有成本較低的優點，因為把混合後的垃圾做分類顯然需要更多人力。垃圾分類之所以重要，有許多原因，例如法律義務、節約成本以及保護環境與人類健康。機構應盡可能讓員工方便及正確的做分類。做法包括貼標籤、確保有足夠垃圾箱，並清楚說明分類的重要性。在處理核廢料時，必須在標籤上清楚註明核循環產物可能會對人類健康造成的傷害。

## 財務模型
在大多數已開發國家，處理生活垃圾的經費來自與收入或財產價值相關的，由國家或是地方的稅收。商業和工業垃圾處理通常作為商業服務來收費，處置成本也包括在內。但這種做法可能會鼓勵承包商選擇送往垃圾掩埋場的做法（因為成本最低），而非採用再利用和回收等最環保的解決方案。
對於市政府而言，為固體垃圾管理項目提供經費，負擔甚高，特別是當政府將其視為是為公民提供的重要服務。依賴捐助和撥款的機制則取決於贊助機構的興趣。雖然此為發展垃圾管理基礎設施的好方法，但吸引和利用贈款完全取決於捐助者認為此是種重要事情。對於城市政府來說，決定如何在垃圾管理的不同項目中分配資金，將會是種挑戰。
在台北等地區，市政府根據家庭和企業產生的垃圾數量收費。只有把垃圾放入購入的合法垃圾袋中，垃圾收集員才會接受。這項政策成功減少城市產生的垃圾數量，並提高回收率。
另一徵收垃圾稅的例子是義大利。稅收不像台北那樣使用政府認可的袋子，而採兩種稅率：固定稅率和變動稅率。前者由房屋大小而定，至於變動稅率則由居住在房屋中的人數決定。
世界銀行使用多種產品和服務為固體垃圾管理項目提供資金（包括傳統貸款、基於結果的融資及開發政策融資）和建議（技術諮詢）。世界銀行資助的垃圾管理項目通常概括垃圾的整個生命週期，從產生到收集和運輸，再到最後的處理和處置。

## 處置方法

### 垃圾掩埋場

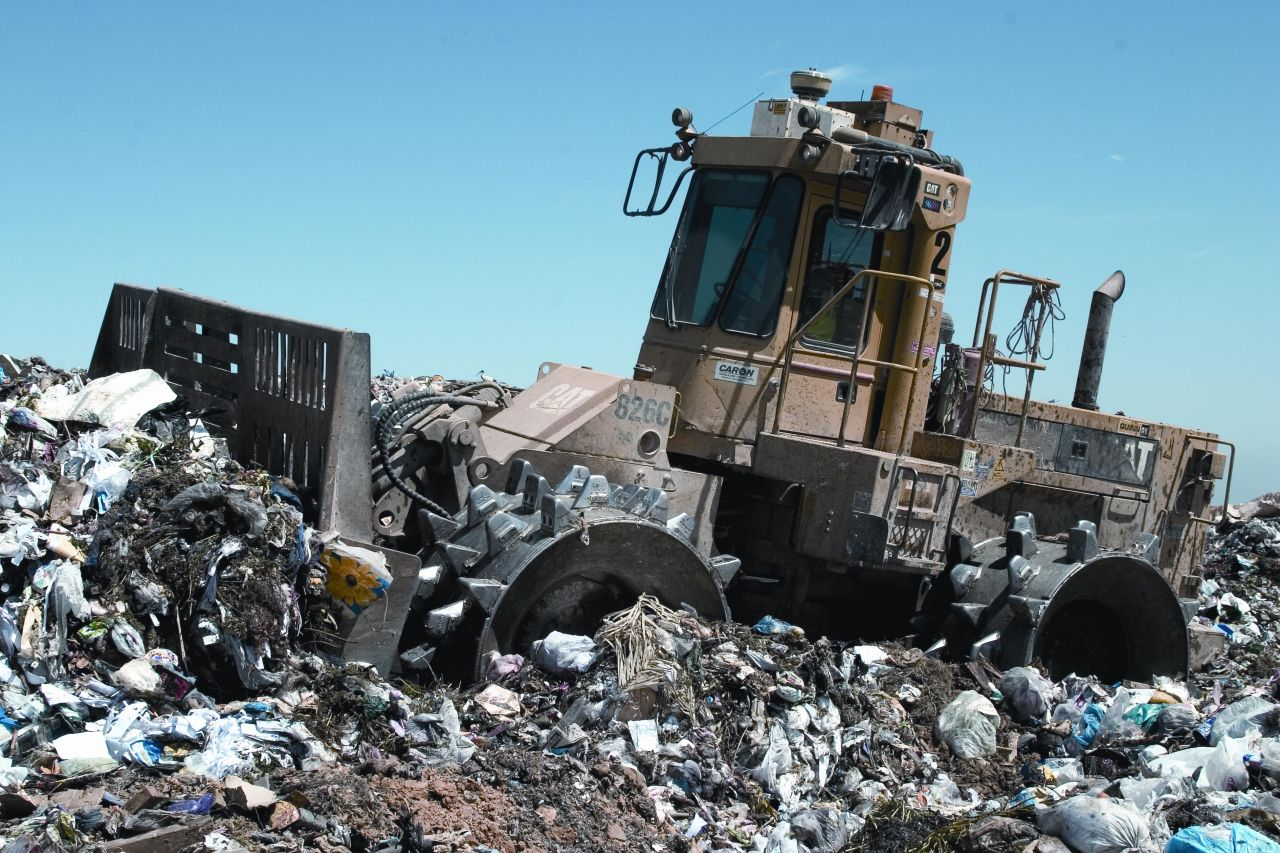
垃圾掩埋場內的垃圾壓實車。

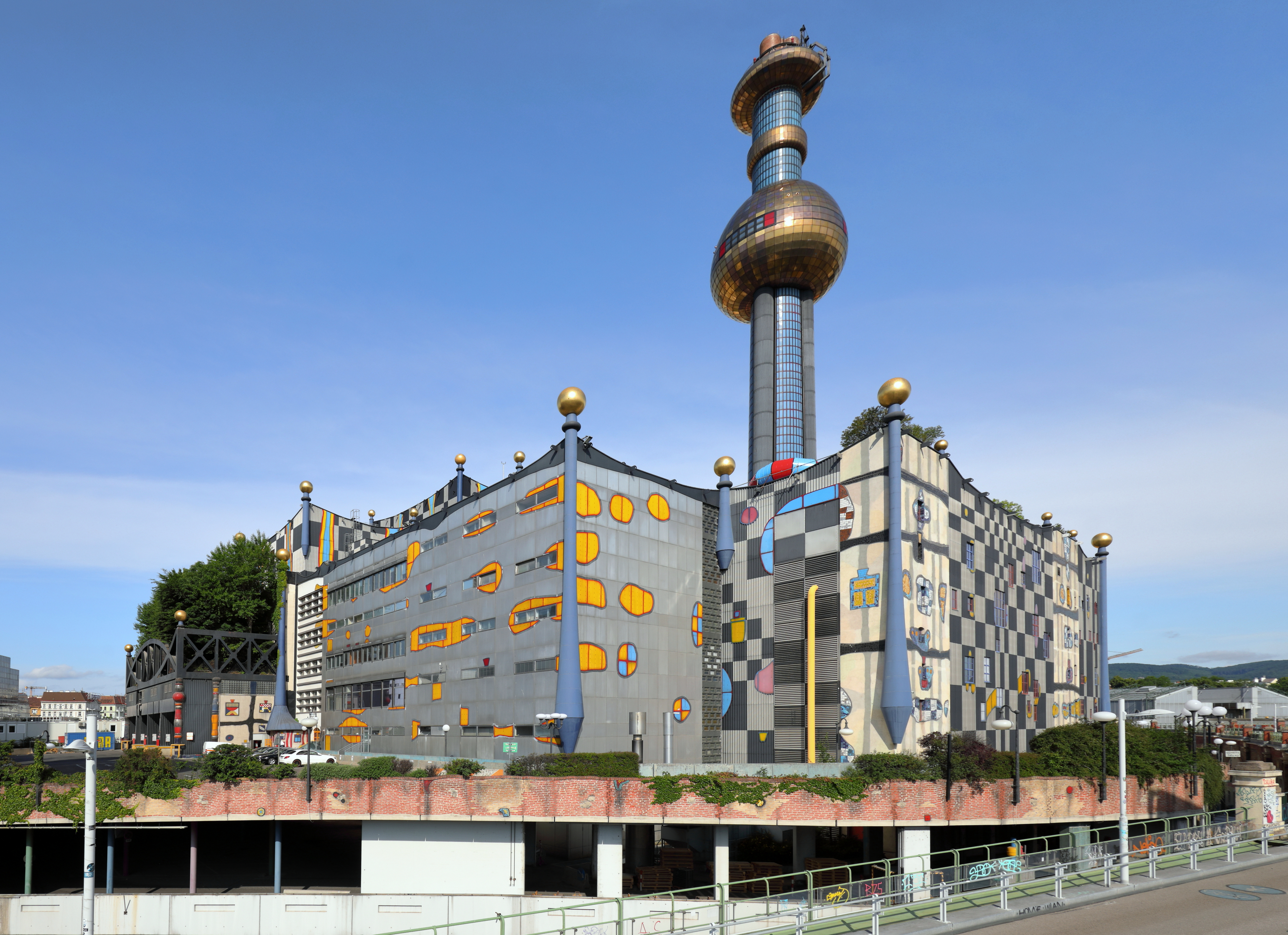
位於維也納的史匹特勞垃圾焚化廠（Spittelau incineration plant）。

本節摘自垃圾掩埋場。
垃圾掩埋場也稱為tip、dump、rubbish dump、garbage dump或是dumping ground，是處理垃圾的場所。掩埋垃圾是最古老和最常見的垃圾處置形式，但採用系統性的每日、中期和最終覆蓋的做法直到1940年代才開始。在此之前，垃圾只是簡單地堆放或倒入坑裡。在考古學中，這種處置場所被稱為貝塚。
一些掩埋場用作垃圾管理的用途，例如臨時儲存、整合和轉移，或用於處理垃圾，例如分類、處理或回收。除非場地受過穩固處理，否則可能會在地震時發生劇烈晃動或土壤液化情事。掩埋場一旦填滿，其上方可能會被回收及復原，之後作其他用途。

### 焚化

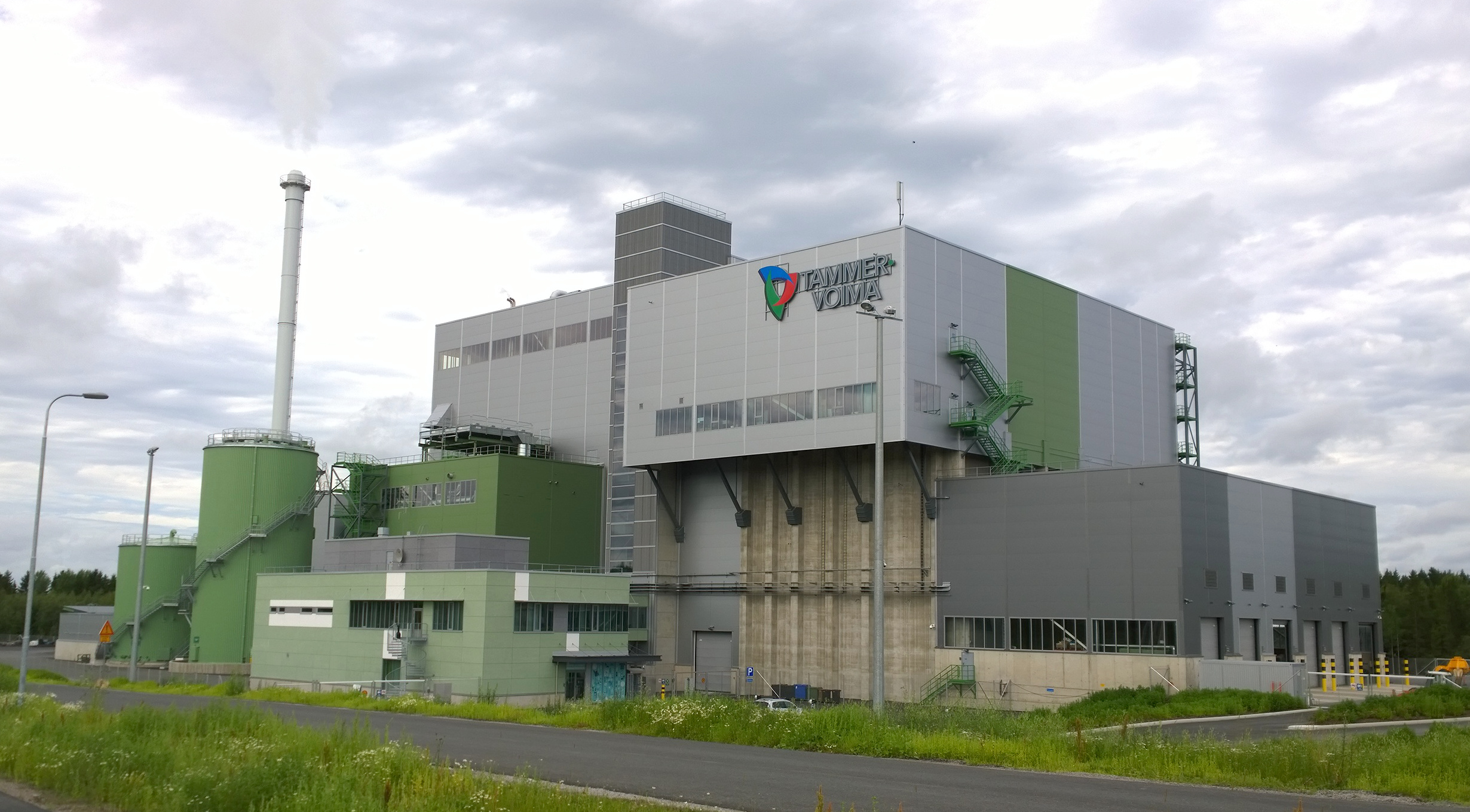
位於芬蘭坦佩雷的Tarastejärvi垃圾焚化廠。

焚化是種處置方式，固體有機垃圾經燃燒後，轉化為殘渣和氣態產物。可用於處理城市固體垃圾和污水處理所餘的固體殘留物。這個做法可把固體廢物的體積減少80%到95%的程度。焚化和其他高溫處理系統有時被稱為“熱處理”。焚化爐可將垃圾轉化為熱量、氣體、蒸汽和灰燼。
個人和產業都會運用焚化的方式處理垃圾，前者規模小，而後者是大規模。以處理固體、液體和氣體垃圾。焚燒被認為是處理某些有害垃圾（如生物醫療廢物）的實用方法。但也是種有爭議性的方法，主要是因會大量排放氣態污染物，如二氧化碳。
在如日本等土地稀缺的國家，焚燒垃圾很常見，因為這類設施通常不需要像垃圾掩埋場般大的面積。垃圾轉製能源（焚燒垃圾發電 (Waste-to-energy，WtE) 或稱energy-from-waste (EfW) ）是指在焚化爐或是鍋爐中燃燒垃圾以產生熱量、蒸汽或電力的廣義名詞。利用焚化爐燃燒並非最完美，人們一直擔心經煙囪排放氣體中的污染物。特別關注的是一些持久性有機化合物，如多氯二聯苯戴奧辛、呋喃和多環芳香烴，會在焚燒時形成並對環境造成嚴重後果，還有一些重金屬，如汞和鉛，會在燃燒時揮發。

## 回收利用

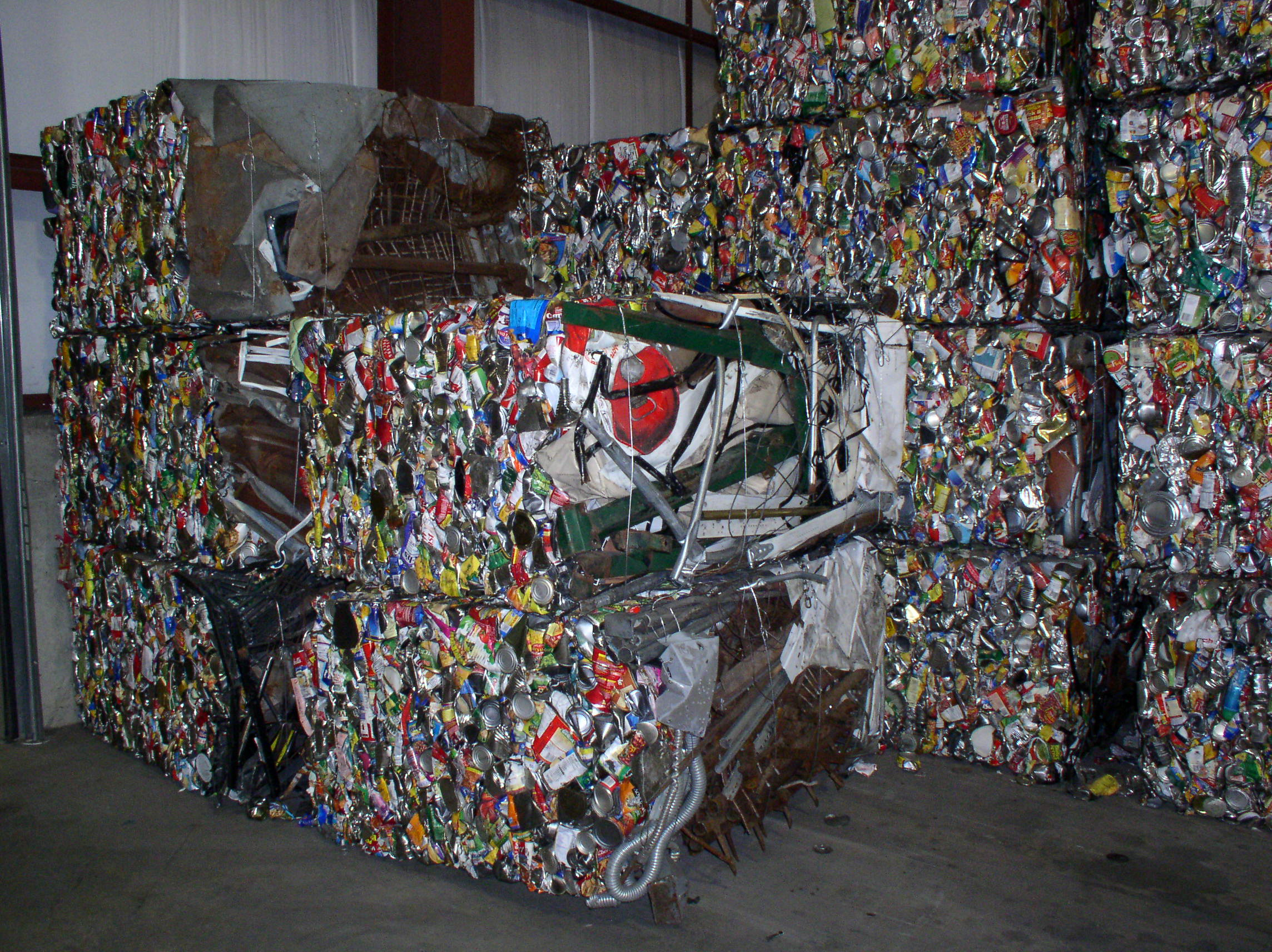
被壓實及打包，做回收用的鋼料。

回收是種資源回收的做法，指的是收集和再利用如空飲料容器的垃圾。過程包括把原本會被當作垃圾棄置的材料分解和重複使用。這樣做有多項好處，尤其是隨著越來越多的新技術讓更多材料可回收利用，清潔地球成為一項可實現的事。回收利用不僅於環境有利，且對經濟也有好處。回收的材料可製成新的產品。可用專用垃圾箱和垃圾車把回收材料與一般垃圾分開收集，這種做法稱為路邊收集。在一些社區，產生垃圾的人或機構需在收集之前將材料投入不同的垃圾箱（例如用於紙張、塑料、金屬的垃圾箱）。在其他社區，所有可回收材料都集中在一個垃圾箱，然後在中央設施進行分類。後者稱為“單流回收”。
最常見的可回收消費品有裝飲料的鋁、電線類的銅、裝食品和氣霧的鋼罐、舊鋼製家具或設備、橡膠輪胎、聚乙烯和PET瓶、玻璃瓶和罐、紙板箱、報紙、雜誌紙張和瓦楞紙箱。

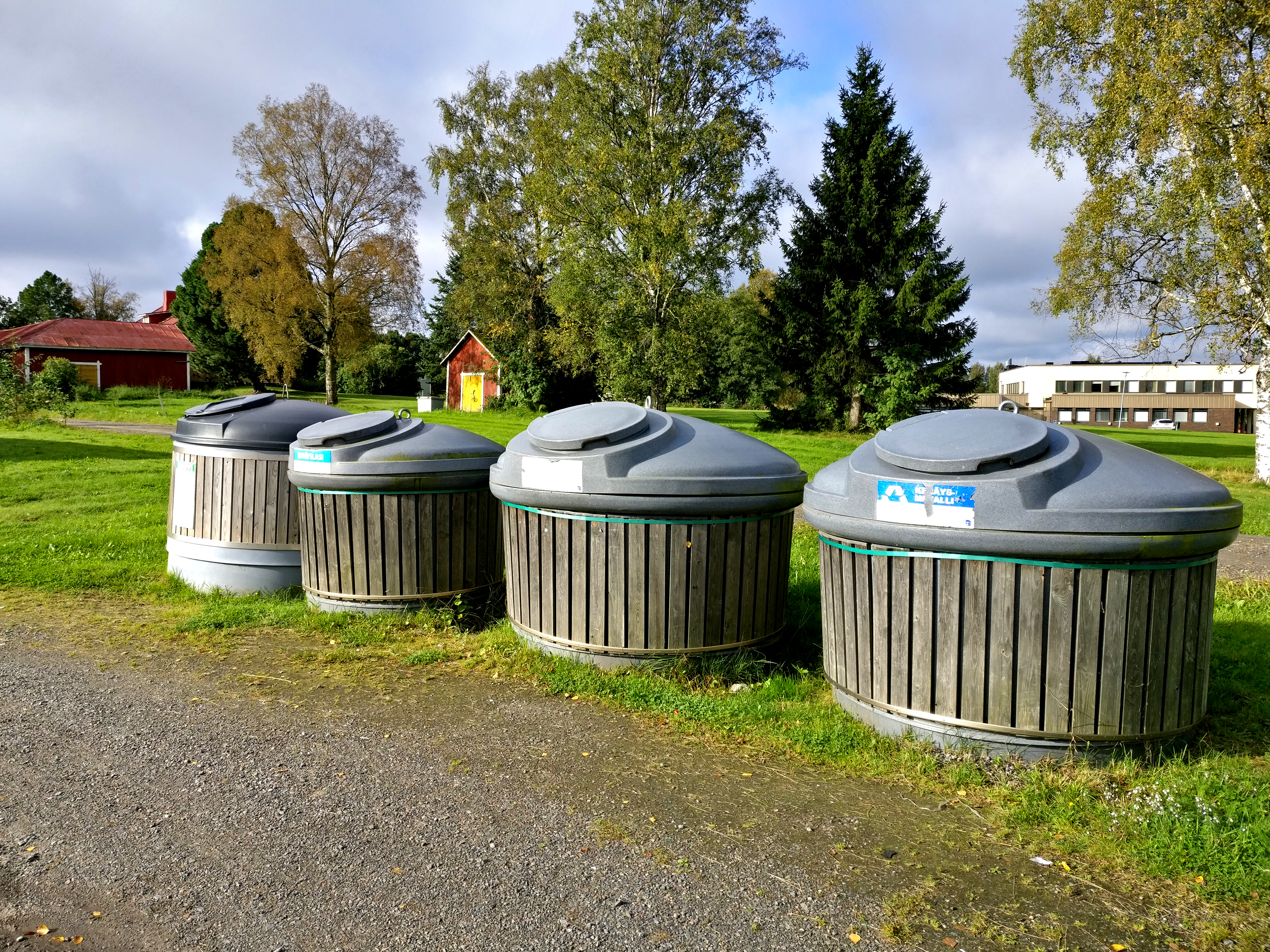
位於芬蘭城鎮拉帕耶爾維的垃圾回收點。

PVC、LDPE、PP和 PS（參見塑膠分類標誌）也可回收。這些物品通常由單一類型的材料組成，因此相對容易回收而製成新產品。複雜產品（如計算機和電子設備）則需要額外的拆卸和分離，回收較困難。
可被回收的材料因城市和國家/地區而不同。每個城市和國家有其不同的回收計劃以處理回收的材料。可回收的材料包括廢紙和紙板、塑料、金屬、電子設備、木材、玻璃、布料和紡織品等等。中國政府在2017年7月宣布禁止進口24類可回收物和固體垃圾（包括塑料、紡織品和混合紙），對直接或間接向中國出口的已開發國家造成巨大影響。

## 再利用

### 生物再加工

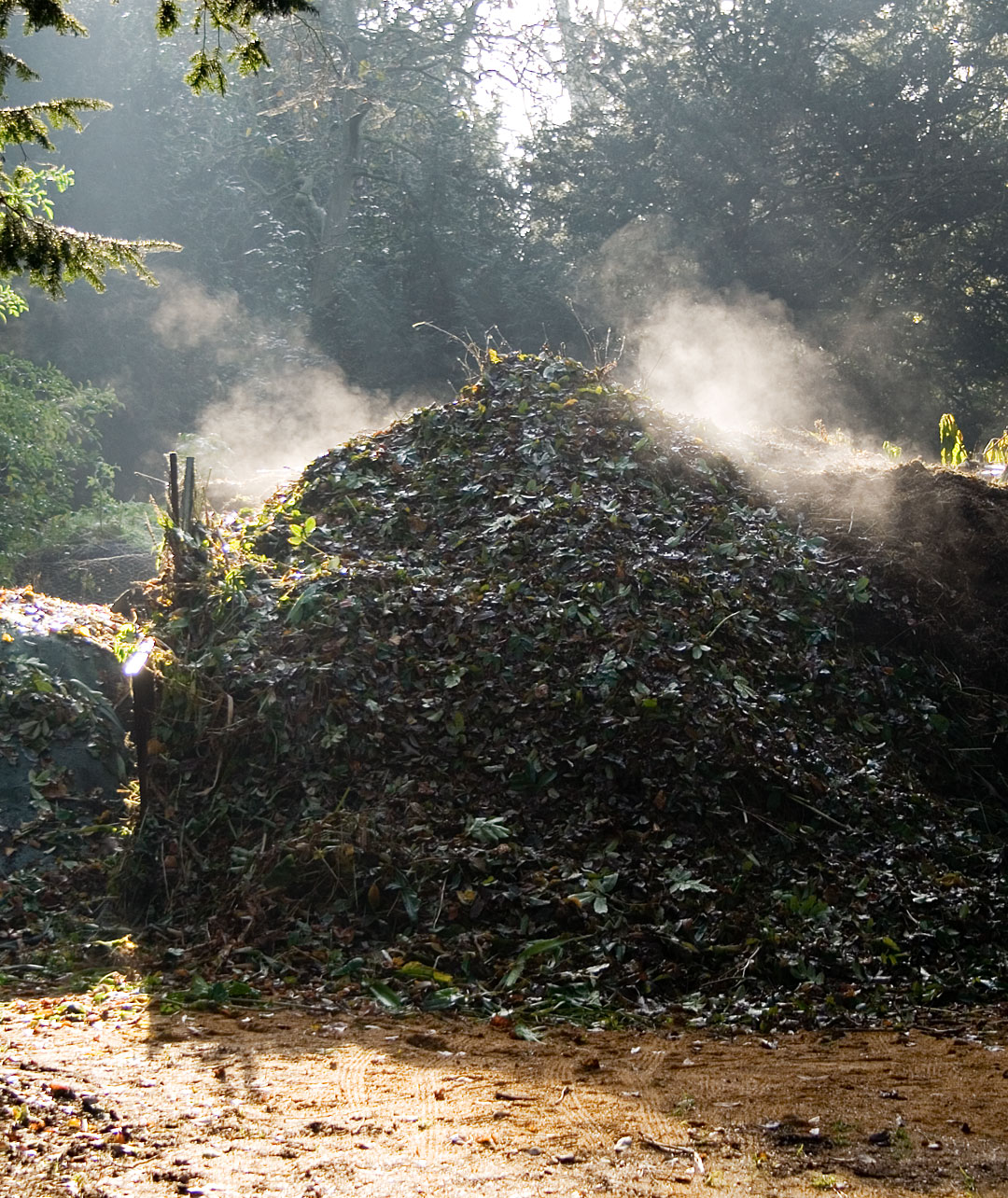
在堆肥作用中的垃圾。

有機可回收材料，例如植物材料、食物殘渣和紙製品，可透過堆肥和消化過程將其分解，成為覆蓋物或堆肥，可用於農業或庭園景觀目的。此外，過程中產生的廢氣（例如甲烷）可用於發電和供熱（熱電聯產），盡量提高效率。有各式的堆肥和消化方法和技術，其複雜程度各異，包括簡單的家庭堆肥到集合生活垃圾而做的工業化規模。生物分解分為好氧型或厭氧型兩種，有些做法是兩者混合使用。固體廢物中有機部分做厭氧消化，會比掩埋或是焚化更為環保。生物處理的目的是利用自然方式控制和加速有機物的分解。

### 能源回收
垃圾轉製能源是指利用不同工藝，包括燃燒、氣化、熱裂解、厭氧消化和回收垃圾掩埋場氣體，把原本不可回收的垃圾轉化為可用的熱能、電能或是燃料。從垃圾中回收能源是無害垃圾管理體系中的一部分。由此產生可再生能源，並因少用化石能源以及使用垃圾掩埋場產生的甲烷，可降低碳排放。
垃圾含有的能量可透過直接燃燒，或將其加工成另一種燃料來間接利用，作為烹飪或取暖的燃料，及用作鍋爐燃料，產生蒸氣驅動渦輪發動機發電。
熱裂解和氣化是兩種相關的熱處理形式，垃圾通常在高壓的密封容器中以高溫加熱，同時限制氧氣供應。固體垃圾被轉化為固體、液體和氣體型態。液體和氣體可經燃燒以提供能量，或是提煉成化學產品。固體殘渣（炭焦）可再進一步精煉成活性炭等產品。氣化和先進的電漿氣化可把有機材料直接轉化為由一氧化碳和氫氣組成的合成氣，作為燃料以產生電力和蒸汽。另一種熱裂解的方法是高溫高壓超臨界水分解。（水熱單相氧化）。

### 熱裂解
熱裂解通常可把多種家庭和工業殘留物轉化為燃料。這種工藝可把不同的垃圾（例如植物材料、廚餘、輪胎）轉化為化石燃料的替代品。熱裂解是在沒有化學計量的氧氣情況下，利用熱量把有機材料做熱化學分解的工藝，產生各種碳氫化合物氣體。這種工藝導致物體分子以高頻振動，而後分子開始分解。裂解速率隨溫度升高而增加。工業熱裂解的溫度高於430 °C (800 °F)。
利用緩慢熱裂解，可產生氣體和木炭。這種工藝有望把廢棄生物質轉化為有用的液體燃料，也有可能把廢木材和塑料轉化為燃料。裂解之後所留下的固體包含金屬、玻璃、沙和未氣化的炭焦。有些熱裂解工藝與焚燒相比，所釋放出的有害副產品（含有鹼金屬、硫和氯）較少。但熱裂解某些垃圾，會產生如鹽酸和二氧化硫等影響環境的氣體。 

### 資源回收
資源回收是對垃圾所做的系統性轉移，所回收的將用於新的特定用途。做法是對可回收物做提煉，或是回收材料和資源，或者轉化為能源。作業在特定資源回收設施中進行。回收不僅對環境很重要，而且具有成本效益。可減少垃圾數量、節省掩埋場空間，並保護自然資源。
資源回收利用生命週期評估（LCA）以嘗試提供垃圾管理的替代方案。對於混合城市固體垃圾（MSW）的許多廣泛研究顯示，對其管理、在源頭分類後收集，對非有機及能源部分做回收及利用，以及利用厭氧消化產生有機部分做堆肥，均為甚適合的做法。
許多被棄置的物品都含有可回收以創造利潤的金屬，例如電路板中的組件。托盤和其他包裝材料中的木材，可回收作園藝用途。回收的塑料可用於覆蓋小徑、人行道或競技場的表面。
合理和持續的垃圾管理可產生許多好處，包括：
1. 經濟上 - 通過資源再利用、處理和處置可提高經濟效率，創造新的就業和新的商業機會。
2. 社會上 - 適當的垃圾管理可減少對健康的不利影響，建立良好社區。優良的社會可帶來新的就業機會，讓社區（尤其是在發展中國家）有擺脫貧困的機會。
3. 環境上 - 可最大限度減少資源開採，而減少或消除對環境的不利影響，可改善空氣和水的品質，並有助於減少溫室氣體排放。
4. 世代間平等 - 可為後代提供更具活力的經濟、更公平和更具包容性的社會以及更清潔的環境。

（參見循環經濟）

### 垃圾增值
本節摘自垃圾增值。
所謂垃圾增值（英語：Waste valorization、也稱為beneficial reuse, value recovery，或是waste reclamation），是種把經濟活動產生的垃圾，或是殘留物，通過再利用或價值增殖，而創造出經濟價值的過程。這名詞來自施行可持續製造和經濟學、工業生態學和垃圾管理的做法時，通常適用於工業製程，生產或加工，一種商品殘留物被用作另一種製程的原材料或是能源。工業垃圾往往比其他垃圾（例如都市固體垃圾）的組成更加一致和易於了解，是可增值的好對象。
史上大多數工業製程都把廢棄品當作要棄置的東西，但除非處理得當，否則會造成工業污染。但因對殘餘材料和社會經濟變化的監管法規被強化，例如在1990年代和2000年代引入關於可持續發展和循環經濟的概念，而更加關注把這類材料做回收及增值的做法。學術界也努力尋求增值方式，以減少各項產業對環境的影響，例如開發非木材林產品以達成減少森林砍伐的目的。

## 液體垃圾管理
液體垃圾很難處理，是垃圾管理中的重要類別。其與固體廢物不同，不易從環境中收集和清除。液體垃圾易於擴散，很容易污染其接觸的其他液體。也會滲入土壤和地下水等。而反過來又會污染生態系統中的植物、動物，以及當地的人類。

### 工業廢水
本節摘自工業廢水處理。

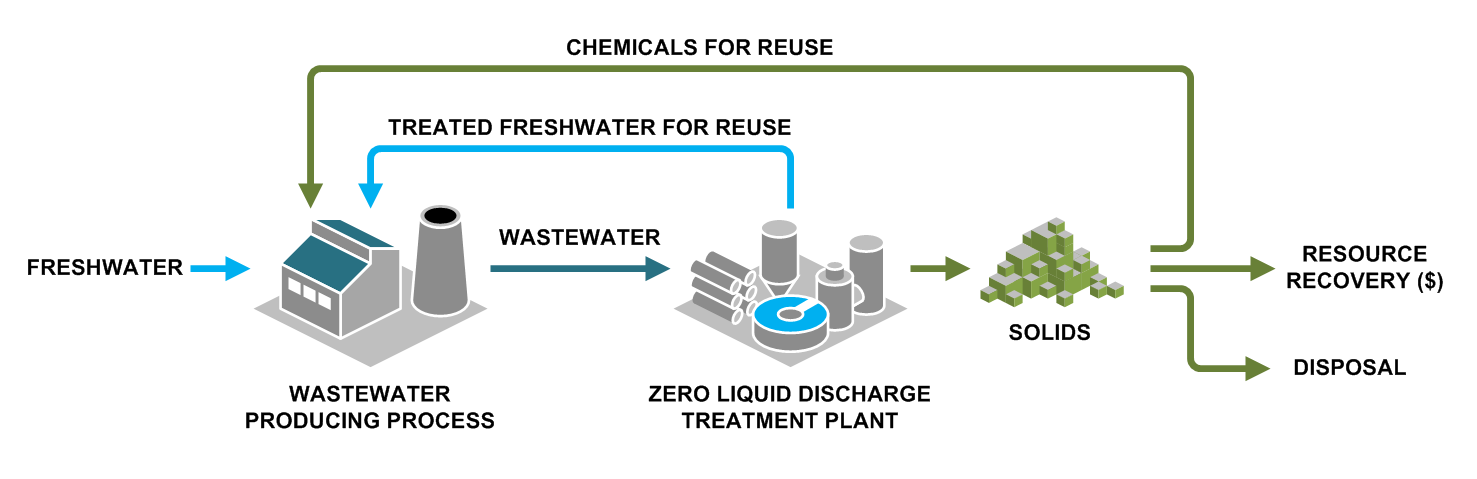
由工業活動產生的污水經處理後，可產生固體垃圾及可再使用的處理後污水。

工業廢水處理描述的是用於處理工業產生的污水（副產品）的過程。處理後的工業廢水（流出物）可重新利用，或是排放到下水道或環境中的地表水。一些工業設施會自行處理產生的污水。大多數工業，如煉油廠、化學廠和石化廠都自己擁有專門設施來處理，以便處理後水中的污染物濃度符合排入下水道或河流、湖泊或海洋的規定。:1412通常這類產業的污水中含有高濃度有機物（例如油和油脂）、有毒污染物（例如重金屬、揮發性有機物）或氨等營養物質。:180也有些產業僅安裝預處理系統，去除部分污染物（例如有毒化合物），然後將處理後的污水排放到市政下水道系統，之後再進一步處理。:60
大多數產業都會產生一些污水。最近的趨勢是它們盡力去減少，或是將其回收。有些行業已經成功重新設計製程，以減少或消除污染物的排放。產生工業廢水的產業包括電池製造、化學製造、發電廠、食品產業、鋼鐵工業、金屬加工、礦山和採石場、核工業、石油和天然氣開採、煉油廠和石化廠、製藥產業、造紙業、冶煉廠、紡織工業、油外洩、水處理和木材防腐。處理過程包括除鹽、除固體（如採化學沉澱、過濾）、除油和油脂、除可生物降解有機物、除其他有機物、除酸和鹼，以及除有毒物質。

### 污水淤泥處理
本節摘自污水淤泥處理。

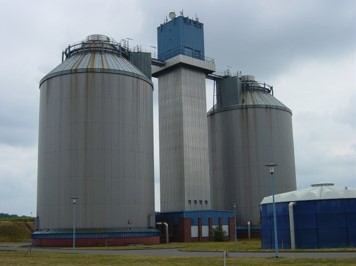
位於德國科特布斯的污水淤泥厭氧處理槽。

污水淤泥處理談的是管理和處置污水處理時產生的淤泥。重點是減少其重量和體積，把運輸和處置成本降低，並減少各項處置時具有的潛在健康風險。減少重量和體積的主要手段就是降低其中水分，而通常採用高溫消化、堆肥或焚化過程的熱量來達成破壞病原體。選擇污泥處理方法通常會以污泥的數量，以及方案所需的成本而定。透過空氣乾燥和堆肥的方式可能對農村社區較適合，由於城市內的土地有限，使用好氧消化和機械脫水較為適合，但規模經濟可能會鼓勵大都會地區採用能源回收方案。
污泥的主要成分是水，包含一些污水中存留的固體物質。初級污泥包括在初級沉澱槽處理過程中移除的沉降固體。二級污泥是在二級處理生物反應器或使用無機氧化劑的後分離而出的污泥。在大量污水處理過程時，產生的污泥，由於管線體積有限，需要持續從管線中將之清除。移除的污泥進入污泥處理管道。好氧工藝（如活性污泥法）通常會比厭氧工藝產生更多的污泥。另一方面，在垃圾穩定池和人工濕地等粗放（自然）處理時，污泥仍會積聚在處理單元（管路）中，只在數年後才會被清除。 
處理淤泥的方式取決於會產生的固體數量與現場特定條件。小型工廠通常採堆肥方式，中型工廠採用好氧消化，大型工廠採用厭氧消化。污泥有時會以預濃縮機脫水。預濃縮機有離心式、轉鼓式和皮帶式工藝。脫水後的淤泥可用焚燒、運往垃圾掩埋場棄置或用作農業土壤改良劑。
可將厭氧消化期間產生的甲烷或乾燥污泥燃燒而回收能量，但由此回收的能量通常不足以蒸發污泥水分或驅動鼓風機、泵或離心脫水機。粗初級固體和二級淤泥會含有由污水吸附而來的有毒化學物質。淤泥的體積縮小後，其中有毒化學物質的濃度會升高。 

## 避免和減少手段
垃圾管理中的重要做法是避免產生垃圾，也稱為垃圾最小化。透過充分應用創新或替代工藝來降低危險垃圾的數量。做法包括重複使用二手產品、以修理替代購買新品、設計可重複填充的容器或可重複使用的產品、鼓勵避免使用一次性用品（例如一次性餐具)、打開包裝後，把其中的任何食物/液體清除乾淨，並設計會用到更少材料的產品來達到相同的目的包裝（例如飲料罐的輕量化）。

## 國際垃圾貿易
本節摘自全球垃圾貿易。
這類垃圾貿易是國家之間為進一步處理、處置或回收利用而進行的貿易。通常的情況是開發中國家從已開發國家進口具有毒性或是危險的垃圾。
世界銀行發表名為《國際固體垃圾管理評論（What a Waste: A Global Review of Solid Waste Management）》的報告，描述特定國家/地區產生的固體垃圾數量。具體來說，通常經濟更發達，工業化程度更高的國家會產生更多固體垃圾。該報告解釋說，“一般而言，經濟發展和城市化率越高的地方，產生的固體垃圾數量就越大。
當前的垃圾貿易物流模式是在已開發國家（以global north（全球北方）稱之，參見南北分歧）生產的垃圾，出口到開發中國家（以global south（全球南方）稱之），交由當地處置。多種因素（如地理位置、工業化程度和融入全球經濟的水準）會影響不同國家/地區產生廢物以及產生的數量。
許多學者和研究人員把垃圾交易的急劇增加以及由其產生的負面影響與新自由主義（經濟）盛行作聯繫。1980年代世界朝新自由主義傾斜的重大轉變，這種往“自由市場”的轉變促進全球垃圾貿易急劇增高。麥克馬斯特大學文化研究主席亨利·吉魯對新自由主義的定義是：
“新自由主義……將經濟和市場從社會義務和社會成本的討論中移除。……，新自由主義作為一項政策和政治項目，卻執著於公共服務私有化、出售國家職能、放鬆對金融和勞動力的管制、取消福利國家和工會、把貨物貿易和資本投資自由化，以及社會的市場化和商品化。”
透過這種私有化的經濟平台，新自由主義擴大自由貿易協定和開放國際貿易市場邊界。貿易自由是種新自由主義經濟政策，貿易管制完全鬆綁，沒有關稅、配額或其他限制，目的在促進開發中國家的經濟，並將其融入全球經濟。批評者聲稱，自由市場及貿易自由化的目的是讓任何國家都能達到經濟成功的境界，但這些政策的後果對開發中國家而言，具有毀滅性，從根本上削弱其經濟，使它們成為已開發國家的奴僕。即使是支持者如國際貨幣基金組織（IMF）也表示，“近幾十年來的融合進程並不均衡”具體而言，開發中國家已成為貿易自由化的標的物，以進口垃圾作為其經濟擴張的手段。新自由主義經濟政策認為，開發中國家要融入全球經濟的方式是參與國際貿易市場的自由化和交流。他們主張基礎設施較少、財富較少、製造能力較弱的小國，應該把進口危險垃圾作為增加利潤和刺激經濟的方式。

## 開發中國家的挑戰
開發中經濟體經常面臨垃圾收集服務枯竭,以及垃圾場管理不善和不受控制的情況，問題在持續惡化中。治理問題讓情況復雜化。由於機構能力不足、長期缺乏資源和快速城市化，而讓垃圾管理成為一種持續的挑戰。這類挑戰，加上對垃圾管理層級的不同因素缺乏了解，而影響到垃圾處理。
在發展中國家，垃圾管理通常由在艱困中求生存的窮人承擔。據估計，亞洲、拉丁美洲和非洲有2%的人口依賴垃圾為生。通常是家庭單位或個人拾荒者參與垃圾管理，但缺乏網絡和設施，而增加對其健康影響的風險。此外，由於其子女也參與此類工作而無法接受教育。大多數市民少有參與垃圾處理，城市居民並未積極參與垃圾處理。

## 技術
廢棄物管理行業很晚才開始採用無線射頻辨識（RFID）標籤、全球定位系統和整合軟體等新技術，這類技術可在不必透過估計或手動輸入的情況而獲得品質更好的數據。一些工業化國家的許多組織已廣泛使用這類技術。無線射頻辨識（RFID）是種可自動識別城市固體垃圾中可回收成分的標籤系統。

## 各地垃圾管理

### 中國
中國城市固體垃圾的產生呈現時與空的變化。在空間方面，東部沿海地區在點源方面有較大的差異。廣東省、上海市和天津市（後兩者為直轄市）一年產生的MSW分別為 30,350萬、785萬和295萬公噸。在時間方面，2009-2018年之間，福建省的MSW產生量增長123%，遼寧省僅增長7%，而上海市在2013年後下降11%。MSW的組成複雜。東部沿海城市的廚餘、紙張、橡膠和塑料等成分的佔比分別為52.8-65.3%、3.5-11.9%和9.9-19.1%。MSW處理率達到99%，掩埋佔52%，焚化佔45%，堆肥佔3%，掩埋仍是主要的處理方式。

### 摩洛哥
摩洛哥已興建成本達3億美元的垃圾掩埋場系統。雖然這看來是項金額高昂的投資，但該國政府預測可節省因未能妥善處理垃圾的後果會發生的損失（金額達到4.4億美元）。

### 舊金山
舊金山在2009年改變垃圾管理政策，期望到2030年實現零廢棄的目標。相關委員會要求改變，例如強制企業和個人實施回收和堆肥，禁用保麗龍和塑料袋，對紙袋收費，以及提高垃圾收集率。對正確回收和堆肥的企業給予財政獎勵，對不遵守著予以徵稅。此外，垃圾桶的尺寸也各不相同。堆肥收集箱體積最大，回收箱次之，垃圾箱最小，用意為鼓勵個人仔細分類。這項安排之所以有效，是因可把送入掩埋場的垃圾減量高達80%，此為美國主要城市中最高比率。雖已有這些變化，舊金山環境部主任黛比· 拉斐爾（Debbie Raphael）表示，除非設計能把所有不同的垃圾收集，作回收或堆肥，否則零廢棄的目標仍難以實現。

### 土耳其
本節摘自土耳其垃圾管理。
土耳其每年產生28,858,880公噸MSW；每年人均產生量達390公斤。根據互動式垃圾管理地圖Waste Atlas的數據，該國的垃圾收集率為77%，但不當垃圾處理比率達到69%。雖然該國在制定垃圾管理方面有強力的法律規定，但自1990年代初以來的執行速度仍被認為過於緩慢。

### 英國
英國的垃圾管理政策由環境食品與鄉村事務部負責。英格蘭推出“英格蘭垃圾管理計劃”，是當地垃圾管理政策的彙編。英國的權力下放，例如在蘇格蘭等國，垃圾管理政策由各國相關主管部門處理。

### 尚比亞
尚比亞有個名為ASAZA的社區組織，主要目的是為政府和合作夥伴提供輔助，以提升弱勢社區的生活水準。項目的主要目標是盡量減少亂扔垃圾而導致土地退化和環境污染的問題。ASAZA也為參與者、婦女和無技能青年創造收入和支出補貼，以協助緩解失業和貧困問題。

## 電子垃圾
根據聯合國發布的《2020年全球電子垃圾監測報告》，全球在2019年產生創紀錄的5,360萬公噸電子垃圾，在短短五年內增長21%。報告還預測到2030年，全球電子垃圾（附有電池或插頭的廢棄產品）將達到7,400萬公噸，16年內幾乎翻了一倍。電子垃圾成為世界上增長最快的生活垃圾，主因是電氣和電子設備的購買率較高、生命週期較短以及幾乎不具可維修的設計。在2019年產生的電子垃圾中，只有17.4%被收集和回收。表示如金、銀、銅、鉑和其他高價值、可回收的材料（保守估計價值為570億美元，比大多數國家的國內生產毛額（GDP）還高），其中大多被棄置或是焚燒，而非被收集，經處理後再利用。

### 電子垃圾的越境轉移
由Unitar發表的跨境電子垃圾流動監測（Transboundary E-waste Flows Monitor）量化數字顯示，2019年有5.1百萬公噸（略低於全球電子垃圾總量5,360公噸的10%）跨越國界的情事。為供更好理解跨境轉移的含義，報告將跨境轉移分類為控制與無控制的情況，也把送出地區以及接受地區列出。

### 全球電子垃圾數據
https://globalewaste.org/map/ （页面存档备份，存于） 未來：電子垃圾到2050年會增加一倍。

### 緩解方法
1. 把電子垃圾送到專業回收處理公司。
2. 回收仍是防止電子垃圾破壞我們環境和健康的最有效方法。
3. 除非真有需要，否則拒絕購買新設備。如有可能，嘗試修理舊產品，如果無法修復，請盡力轉售或回收。
4. 在回收之前，將損壞的部件密封在單獨的容器中，以免危險化學品洩漏。處理損壞的東西時，請戴上乳膠手套和口罩。.[99]

## 科學期刊
此領域的相關科學期刊有：
- 《環境與資源經濟學（英语：Environmental and Resource Economics）》
- 《環境監測與評估（英语：Environmental Monitoring and Assessment）》
- 《環境評估政策與管理期刊（Journal of Environmental Assessment Policy and Management）》
- 《環境經濟及管理期刊》